# カトリック時津教会
カトリック時津教会（カトリックとぎつきょうかい）は、長崎県西彼杵郡時津町にある、キリスト教（カトリック）の聖堂。
管轄地域は時津町と長崎市の旧琴海町。
教会から西に位置する時津港は、日本二十六聖人が東彼杵から船で渡って上陸した場所でもあり、港の敷地には上陸記念碑がある。当教会はその記念碑の管理も担っている。

## 沿革[1]
- 1979年10月、滑石小教区時津教会として落成。
- 1981年4月、滑石小教区より独立し、時津小教区となる。